# Premuda
Premuda (italsky Prèmuda) je ostrov v Jaderském moři. Je součástí Chorvatska, leží v Zadarské župě a spadá pod opčinu města Zadar. Ostrov je nejzápadnějším větším ostrovem Zadarského souostroví. Nachází se zde pouze jedna obydlená vesnice, Premuda, v níž trvale trvale žije 64 obyvatel. Nejvyšším vrcholem na ostrově je kopec Vrh vysoký 88 m, dalším vrcholem je 67 m vysoký kopec Kalčić.
Premuda je součást Zadarského souostroví. Většími sousedními ostrovy na východě jsou Silba a Škarda, dále se kolem Premudy nacházejí ostrůvky Lutrošnjak, Kamenjak, Bračići, Plitka Sika, Hrid Masarine a Hripa. Ostrov obklopuje mnoho malých zátok, do nichž patří Nozdre, Kalani bok, Loza, Drivena uvala, Prisika, Kalpić, Pastirski bok, Maranski, Prislih, Dobra uvala, Letnja uvala, Smokvica, Široka uvala, Pečena uvala, Zaporat, Uvala Premuda a Luka Krijal.
Na ostrově rostou převážně olivovníky a dub cesmínovitý. Místní obyvatelé se živí rybařením, turismem a chovem hospodářských zvířat.